# Río Sioule
El río Sioule es un río de Francia, un afluente del río Allier por la izquierda. Nace en el lago Servière, en el departamento de Puy-de-Dôme. Desemboca en el Allier cerca de Saint-Pourçain-sur-Sioule (Allier), tras un curso de 150 km (90 en Puy-de-Dôme y 60 en Allier). Tiene una superficie de cuenca de 2.468 km².
En su curso presenta gargantas, como las de Chouvigny (Puy-de-Dôme), y también meandros, como el de Queuille, donde también hay un embalse. Riega el territorio de Combrailles. La presa des Fades, construida en 1969 crea el mayor embalse del departamento de Puy-de-Dôme, con 400 ha de superficie y más de 25 km de longitud, dentro de gargantas salvajes. También llamado des Fades, un viaducto ferroviario de 1909 cruza a 132 m por encima del río, cerca de la presa homónima.